# Malika El Aroud
Malika El Aroud (alias Oum Obeyda) est une figure marquante de l'islamisme radical. Belgo-marocaine, née le 2 mars 1959 à Tanger (qui avait la nationalité belge jusqu'à sa déchéance fin 2017) et morte le 6 avril 2023 à Bruxelles,,, condamnée en 2010 pour participation à un réseau terroriste.

## Biographie
D'une fratrie de cinq enfants, fille d'un ouvrier de voirie, elle accompagne ses parents qui immigrent en Belgique en 1964. Scolarisée en Belgique, elle ne maîtrise pas la langue arabe, elle déclare à ce sujet en juillet 2008 « J’attends de retourner en Afghanistan pour enfin me remettre à étudier l’arabe car ici je suis empêchée de suivre des cours ».

### Épouse d'Abou Obeyda
Jeune adulte, elle fréquente, après plusieurs échecs affectifs, le prédicateur islamiste franco-syrien Bassam Ayachi, installé à Bruxelles, qui organise en 1999 son mariage avec Abdessatar Dahmane, un étudiant tunisien issu de la bourgeoisie, ayant dérivé vers l'islamisme radical à la suite, également, de déconvenues affectives. 
Malika El Aroud accompagne ensuite son mari (dont le nom de guerre est Abou Obeyda (père d'Obeyda), d'où celui qu'elle se choisit après sa mort, Oum Obeyda, mère d'Obeyda) qui rejoint les talibans en Afghanistan et effectue divers va-et-vient avec l'Europe. Le 9 septembre 2001, se faisant passer pour un journaliste belge d'origine marocaine, il se fait sauter avec un complice pour assassiner un des dirigeants de l'Alliance du Nord anti-talibans, le Commandant Ahmad Shah Massoud. Elle est ensuite rapatriée par l'ambassade de Belgique. En 2003, la justice belge, faute de preuves suffisantes, la met hors de cause pour cet acte de terrorisme dont elle continue toutefois à revendiquer la légitimité, ce qui lui vaut un simple avertissement de la part du tribunal.

### Oum Obeydaen Suisse
Elle se consacre à la propagande djihadiste sur internet sous le nom d'Oum Obeyda, sans pour autant cacher son identité, et s'installe en Suisse avec son nouveau mari tunisien, Moez Garsallaoui, de neuf ans son cadet et administrateur du site islamiste Minbar. Cela lui vaut le 22 février 2005 d'être arrêtée à Guin, dans le canton de Fribourg, au cours d'une rafle visant un groupe d'islamistes tunisiens. Elle passe dix jours en détention préventive, lui vingt-trois. Expulsée du territoire helvétique, elle revient s'installer dans la région bruxelloise. En juin 2007, elle est autorisée à revenir en Suisse avec un sauf-conduit pour son procès au Tribunal pénal fédéral de Bellinzone.
Le Tribunal pénal fédéral suisse la condamne le 21 juin 2007 à six mois de prison avec un sursis de trois ans pour soutien à une organisation criminelle et complicité de diffusion d'images d'exécutions et de mutilations d'êtres humains, son mari est condamné à deux ans de privation de liberté, dont six mois ferme, pour soutien à une organisation criminelle, exploitation de plusieurs sites internet en vue de favoriser la propagande de la violence interraciale, incitation à la haine et à la violence et diffusion d'images et de séquences filmées d'exécutions et de mutilations d'êtres humains,.

### Oum Obeydade retour en Belgique
En décembre 2007, elle est arrêtée, puis relâchée faute de preuve, avec d'autres militants de la mouvance djihadiste belgo-tunisienne notamment suspectés de préparer l'évasion de Nizar Trabelsi, un ancien footballeur tunisien condamné en Belgique pour terrorisme,.
Dans une interview à l'International Herald Tribune publiée le 27 mai 2008, elle déclare « Ce n'est pas mon rôle de déclencher des bombes, c'est ridicule. J'ai une arme, c'est d'écrire. C'est mon jihad. Vous pouvez faire beaucoup de choses avec des mots. Écrire est aussi une bombe ». Le 5 juillet 2008, dans une autre interview à un journal arabophone marocain, elle déclare notamment « je me suis rangée du côté des Talibans et de Al-Qaïda en le clamant haut et fort ».
Le jeudi 11 décembre 2008, à la veille d'un sommet des chefs d'État européens, Malika El Aroud (49 ans) est une nouvelle fois placée sous mandat d'arrêt avec cinq autres personnes, Abdulaziz Ibnu Abdullah Bastin (25 ans), l'un des fils de Jean-François Abdullah Bastin, un Belge converti qui avait écrit la préface du livre de Malika El Aroud (et dont un autre fils, Muhammed el Amin Bastin, avait passé quelques mois en détention préventive en Turquie, suspecté d'être lié aux auteurs des attentats d'Istanbul en novembre, Youssef Harrizi, Ali El Ghanouti (23 ans) et Hicham Beyayo (25 ans), ce dernier étant notamment suspecté de préparer un attentat-suicide. Les trois derniers, des caïds du quartier de la place Lemmens à Anderlecht, auraient été des exécutants, alors qu'El Aroud, et Bastin seraient les têtes pensantes, Moez Garsalloui, époux d'El Aroud, assurant les  techniques depuis le Pakistan,,,,.
Le 10 mai 2010, elle est condamnée par le tribunal correctionnel de Bruxelles à huit années de prison et 5 000 euros d'amende pour son implication dans la création, la direction et financement d'un groupe à visées terroristes, non sans que le président du tribunal, Pierre Hendrickx, émette des « doutes sur l’équilibre de la prévenue », « enfermée dans une logique maladive ».
Début 2021, le Maroc refuse de collaborer à son rapatriement.

## Sources
1. ↑  Jean-Pierre Borloo, « "Oum Obeyda" persiste dans le combat radical », sur Le Soir, 12 décembre 2008 (consulté le 4 novembre 2023)
2. ↑  « Theo Francken veut expulser la veuve du tueur du commandant Massoud », sur RTBF Info, 13 octobre 2018 (consulté le 12 mars 2021)
3. ↑  Malika El Aroud, la “veuve noire du djihad”, est décédée
4. ↑  Mort de la « Veuve noire du djihad », l’une des figures centrales du radicalisme musulman en Europe
5. ↑  Jean-Pierre Stroobants, « Mort de la "Veuve noire du djihad", l'une des figures centrales du radicalisme musulman en Europe », sur Le Monde, 11 avril 2023 (consulté le 4 novembre 2023)
6. 1 2  Gilbert Dupont, Une certaine Malika, La Dernière Heure, 12 décembre 2008
7. 1 2  interview de Malika El Aroud par Mohamed Alkhoudri, sans précision du nom du journal en question, a été reproduite par elle-même en version française le 13 juillet 2008 sur le forum « Minbar-SOS » sous le titre Mon interview à un journal marocain
8. ↑  Ses deux mariages successifs sont uniquement de nature religieuse, non reconnus en Belgique et en Suisse.
9. ↑  Christophe Lamfalussy, Malika a été interpellée en Suisse, La Libre Belgique, 31 mars 2005
10. ↑  Suisse: deux islamistes condamnés pour propagande terroriste sur Internet, Associated Press, 21 juin 2007
11. ↑  Menace terroriste : quatorze arrestations en Belgique « Copie archivée » (version du 26 février 2008 sur Internet Archive), Le Nouvel Observateur, 22 décembre 2007
12. ↑   Menace terroriste : tous les suspects ont été libérés, 7 sur 7, 22 décembre 2007
13. ↑  (en) Elaine Sciolino et Souad Mekhennet, Belgian woman wages war for Al Qaeda on the Web, International Herald Tribune, 27 mai 2008, dont des extraits ont été traduits en français le lendemain,  La Belge Malika El Aroud, l'une des plus influentes djihadistes sur Internet, Belga - Le Vif-L'Express, 28 mai 2008
14. ↑  (nl) Gangsters onder het mom van de islam, Belga, 13 décembre 2008
15. ↑  Gilbert Dupont, Terrorisme: 6 personnes sous mandat d'arrêt, La Dernière Heure, 12 décembre 2008
16. ↑  Gilbert Dupont, Chez les Bastin,  La Dernière Heure, 12 décembre 2008
17. ↑  « Qui sont les six suspects du réseau kamikaze ? »(Archive.org • Wikiwix • Archive.is • Google • Que faire ?), RTL, 13 décembre 2008
18. ↑  Marie-Cécile Royen, Malika el Aroud, la pasionaria d'un islam basé sur le rejet de l'Occident, Le Vif-L'Express, 12 décembre 2008
19. ↑  Le Soir, 10 mai 2010, Terrorisme : 8 ans de prison pour El Aroud
20. ↑  Belga, « La 'veuve noire' du djihadisme, Malika El Aroud, ne sera pas expulsée, faute de coopération du Maroc », sur rtbf.be, 1er mars 2021 (consulté le 11 novembre 2023).